# جون راسكن

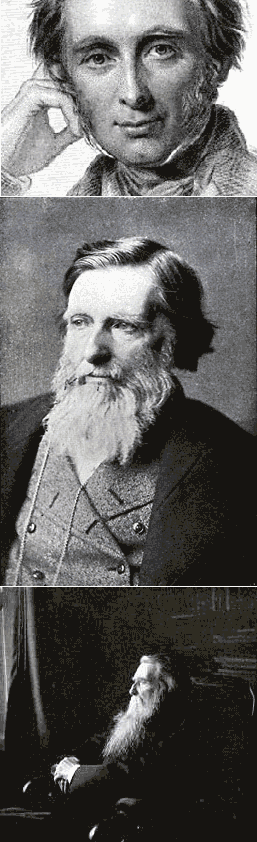
راسكن شاباً ورجلاً وكهلاً

جون راسكن (بالإنجليزية: John Ruskin) (8 فبراير 1819 – 20 يناير 1900) كان ناقدًا فنيًا إنجليزيًا بارزًا في أثناء العصر الفيكتوري، بالإضافة إلى كونه راعيًا فنيًا، ورسامًا، ومتخصصًا في الألوان المائية، ومفكرًا اجتماعيًا بارزًا، ومحسنًا. كتب عن مواضيع متنوعة مثل الجيولوجيا، والعمارة، والأسطورة، وعلم الطيور، والأدب، التعليم، وعلم النبات، والاقتصاد السياسي.
كانت أساليب كتابته وأشكاله الأدبية تتمتع بنفس القدر من التنوع. كتب راسكن المقالات والأطروحات، والشعر، والمحاضرات، وأدلة السفر، والأدلة، والرسائل، والحكايات، وحتى الحكايات الخيالية. رسم أيضًا مخططات تفصيلية ولوحات للصخور، والنباتات، والطيور، والمناظر الطبيعية، والمنشآت المعمارية، والزخارف.
تميزت كتاباته الأولى عن الفن بالأسلوب التفصيلي، ما أفسح المجال في الوقت المناسب للغة البسيطة الهادفة إلى إيصال أفكاره بفعالية أكبر. شدد في كل كتاباته على الروابط بين الطبيعة والفن والمجتمع.
كان راسكن ذا تأثير كبير في النصف الأخير من القرن التاسع عشر وحتى الحرب العالمية الأولى. بعد فترة من التراجع النسبي، تحسنت سمعته بشكل مطرد منذ ستينيات القرن العشرين بالتزامن مع نشر العديد من الدراسات الأكاديمية من أعماله. يُعترف اليوم على نطاق واسع بأفكاره ومخاوفه التي عُنيت بحماية البيئة والاستدامة والحرف.
لفت راسكن الانتباه بشدة لأول مرة من خلال المجلد الأول لـ الرسامين الحديثين (1843)، وهو مقال مطول في الدفاع عن عمل جوزيف مالورد ويليام تيرنر، إذ قال إن الدور الرئيسي للفنان «من الحقيقة إلى الطبيعة». منذ خمسينيات القرن التاسع عشر، كان من أنصار رابطة ما قبل الرفائيلية، الذين تأثروا بأفكاره. تركز عمله بشكل متزايد على القضايا الاجتماعية والسياسية. شكّل كتابه لهذا الأخير (1860، 1862) نقطة تحول في اهتماماته. في عام 1869، أصبح راسكن أول أستاذ للفنون الجميلة في جامعة أوكسفورد، حيث أسس كلية راسكن للرسم. في عام 1871، بدأ يوجه «رسائله الشهرية إلى العمال والكادحين في بريطانيا العظمى»، التي نُشرت تحت عنوان فورس كلافيجيرا (1871-1884). طور في أثناء عمله الشخصي المعقد العميق المبادئ التي يقوم عليها المجتمع المثالي بنظره. أسس نتيجة لذلك نقابة القديس جورج، وهي منظمة ما تزال قائمةً إلى اليوم.

## النشأة (1819–1846)

### النسب
كان راسكن الطفل الوحيد بين أبناء العمومة المباشرين. كان والده، جون جيمس راسكن (1785-1864)، مستوردًا للخمر والنبيذ، وشريكًا مؤسسًا ومدير أعمال فعلي لشركة راسكن، تيلفورد آند دوميك. وُلد جون جيمس ونشأ في إدنبرة باسكتلندا، لأم من غلينلوس ولأب أصله من هارتفوردشير. كانت زوجته مارغريت كوك (1781-1871) ابنة صاحب حانة في كرويدون. انضمت إلى أسرة راسكن بعد مرافقتها والدة جون جيمس، كاترين.
أَمِل جون جيمس بممارسة القانون، وعمل كاتبًا في لندن. وُصف والده جون توماس راسكن بالبقال (لكنه بدا تاجر جملة طموحًا)، إذ كان رجل أعمال يفتقر إلى الكفاءة. تولى جيمس جون، الذي اتسم بالعقلانية والنجاح على النقيض تمامًا من والده، سداد جميع الديون لإنقاذ العائلة من الإفلاس، وسوّى آخر دين في عام 1832. خُطب جون جيمس ومارغريت في عام 1809، لكن زواجهما تأخر بسبب ديونه ومعارضة والده جون توماس للزواج. تزوجا أخيرًا في عام 1818 دون احتفال. توفي جون جيمس في 3 مارس 1864 ودُفن في فناء كنيسة القديس يوحنا الإنجيلي، شيرلي، كرويدون.

### الطفولة والتعليم
وُلد راسكن في 8 فبراير عام 1819 في 54 هنتر ستريت، برونزويك سكوير، لندن (هُدم عام 1969)، جنوب محطة قطار سانت بانكراس. أثرت التناقضات بين والده ووالدته في تشكيل طفولته، إذ كانا يطمحان بشدة من أجله. ساعده والده جون جيمس في تنمية الرومانسية (الإبداعية) لديه. تشاركا الشغف بأعمال بايرون، وشكسبير، وأعمال والتر سكوت بالذات، وزارا منزل سكوت، أبوتسفورد، في عام 1838، لكن مظهره أصاب راسكن بخيبة أمل. كانت والدته مارغريت راسكن، وهي مسيحية إنجيلية، أكثر حذرًا وانضباطًا من زوجها، وعلمت جون الصغير قراءة الكتاب المقدس من البداية إلى النهاية، ثم طلبت منه أن يبدأ قراءته من جديد، لتثبت أجزاء كبيرة منه في ذاكرته. أثرت لغة الكتاب المقدس وصوره وحكاياته بشكل عميق ودائم في كتابات راسكن. كتب في وقت لاحق:
قرأت معي الآيات البديلة، كانت في البداية تراقب كل ترتيل لصوتي، وتصحح الخاطئة منها، حتى جعلتني أفهم الآية، لتصبح في متناول يدي، بشكل صحيح وقوي.

—   برايتريتا، ألبوم الاستديو الثاني والعشرين (XXXV)، 40.
قضى راسكن طفولته منذ عام 1823 في 28 هيرن هيل (هُدمت عام 1912 تقريبًا) بالقرب من قرية كامبرويل، جنوب لندن. كان لديه عدد قليل من الأصدقاء في عمره، لكنها لم تكن تجربة بلا أصدقاء وكئيبة، وادعى في ما بعد أنها موجودة في سيرته الذاتية، برايتريتا (1885-1889). تلقى تعليمه في المنزل حيث درسه والداه ومدرسون خصوصيون، وفي الفترة الممتدة بين عامي 1934 و1835، التحق بمدرسة في بيكهام يديرها الإنجيلي التقدمي توماس ديل (1797-1870). استمع راسكن إلى محاضرة ديل في عام 1836 في كلية كينجز لندن، حيث كان ديل أول برفسور متخصص في الأدب الإنجليزي. واصل راسكن الالتحاق بكلية كينجز وأكمل دراسته فيها، حيث تحضّر للالتحاق بجامعة أكسفورد تحت وصاية ديل.

### السفر
تأثر راسكن بشكل كبير بالرحلات الكثيرة والمميزة التي تمتع بها في طفولته، إذ ساعدت في تكوين ذوقه وتعزيز تعليمه. كان يرافق والده أحيانًا في زياراته لعملائه التجاريين في بيوتهم الريفية، ما أتاح له رؤية المناظر الطبيعية الإنجليزية وفن العمارة واللوحات. أخذتهم جولاتهم العائلية إلى ليك ديستريكت (كانت قصيدته الطويلة الأولى، الاعتياد، وصفًا لجولته في عام 1830) وإلى أقاربه في بيرث باسكتلندا. في عام 1825، زارت العائلة فرنسا وبلجيكا. ازدادت جولاتهم القارية طموحًا من ناحية نطاقها، فزارا في عام 1833 ستراسبورغ، وشافهاوزن، وميلانو، وجنوة، وتورينو، وهي أماكن عاد راسكن لزيارتها مرات كثيرة. تجلى حبه الدائم لجبال الألب، وزار البندقية في عام 1835. وفرت له «مدن الفردوس» الموضوع والرمزية للكثير من أعماله الأخيرة.
أتاحت الجولات الفرصة لراسكن لمشاهدة الطبيعة وتسجيل انطباعاته عنها. ألف أشعارًا راقيةً وتقليديةً إلى حد كبير، ونُشر البعض منها في كتاب عرض الصداقة. امتلأت دفاتر ملاحظاته وكراسات الرسم الأولى برسوم متطورة بصريًا ومتفوقة فنيًا من الخرائط والمناظر الطبيعية والمباني، التي كانت مميزة من صبي في عمره. تأثر بشدةٍ بقصيدة صموئيل روجرز، إيطاليا (1830)، التي حصل على نسخة منها هديةً بمناسبة عيد ميلاده الثالث عشر. أعرب راسكن عن إعجابه الشديد بالرسوم التوضيحية المرفقة ولا سيما رسوم جوزيف مالورد ويليام تيرنر، فكان الكثير من فن راسكن في ثلاثينيات القرن التاسع عشر تقليدًا لتيرنر، وصموئيل بروت الذي قدمت رسوماته في الفلاندرز وألمانيا (1833) كان محل إعجاب راسكن أيضًا. صُقلت مهاراته الفنية تحت إشراف تشارلز رونسيمان، وكوبلي فيلدينغ، وجيمس دودفيلد هاردينغ.

### المنشورات الأولى
شكلت رحلات راسكن مصدر الإلهام لكتاباته. كانت أول منشوراته قصيدة بعنوان «على مياه سكيدو وديروينت» (كان عنوانها في الأصل «خطوط مكتوبة في البحيرات في كمبرلاند: ديروينتواتير»)، ونُشرت في صحيفة سبيرتشوال تايمز (أغسطس 1829). في عام 1834، نشر ثلاثة مقالات قصيرة في مجلة لودون للتاريخ الطبيعي. أظهرت هذه المقالات علامات مبكرة على مهارته بصفته مراقبًا «علميًا» وثيقًا للطبيعة، وتحديدًا جيولوجيتها.
في الفترة الممتدة من سبتمبر عام 1837 إلى ديسمبر عام 1838، نُشر كتاب راسكن شعر العمارة بشكل متسلسل في مجلة لودون للعمارة، تحت اسم «كاتا فوسين» (باليونانية «وفقًا للطبيعة»). كان الكتاب دراسة للأكواخ والفيلات والمساكن الأخرى التي تتمحور حول ذريعة ووردزوورث القائلة: «ينبغي أن تتعاطف المباني مع بيئتها المباشرة وعليها استخدام المواد المحلية». في عام 1839، نُشرت ملاحظات راسكن بشأن الحالة الراهنة لعلم الأرصاد الجوية في جمعية المعاملات للأرصاد الجوية.

## روابط خارجية
- جون راسكن على موقع الموسوعة البريطانية (الإنجليزية)
- جون راسكن على موقع إن إن دي بي (الإنجليزية)